# Cantharellula
Cantharellula là một chi nấm thuộc họ Tricholomataceae.

## Các loài
- Cantharellula alpina
- Cantharellula coprophila
- Cantharellula felleoides
- Cantharellula humicola
- Cantharellula infundibuliformis
- Cantharellula intermedia
- Cantharellula lilacinopruinatus
- Cantharellula oregonensis
- Cantharellula tarnensis
- Cantharellula umbonata
- Cantharellula umbrosa
- Cantharellula waiporiensis